# Richard Zedník
Richard Zedník (né le 6 janvier 1976 à Banská Bystrica en Tchécoslovaquie, aujourd'hui ville de Slovaquie) est un joueur de hockey sur glace professionnel.

## Carrière

### Carrière en club
Déjà passionné de hockey, Zednik quitta la Slovaquie à l'âge de 18 ans pour poursuivre son rêve de jeune hockeyeur et s'en alla jouer avec les Winterhawks de Portland de la Ligue de hockey de l'Ouest dans l'Oregon. Avec cette équipe, il connaît une saison de 35 points en 56 matchs. En 1994, il est repêché par les Capitals de Washington, le 249e au total, au dixième tour du repêchage d'entrée dans la Ligue nationale de hockey. Le 13 avril, 1996, il joue sa première partie de hockey dans la LNH, et aussi la seule de la saison. La saison suivante, le 5 octobre, il marqua son premier but contre Ed Belfour, le gardien des Blackhawks de Chicago à l'époque. Lors de cette saison, il ne joua que 11 parties pour 3 points.
C'est seulement en 1997-1998 que Zednik joue à temps plein avec les Capitals de Washington et récolte 17 buts dans la saison régulière. En séries, il amasse 7 buts et aide les Capitals à gagner le titre de champion de l'association de l'Est. En finale, les Capitals perdent leur chance de gagner la Coupe Stanley face aux Red Wings de Détroit. Le jour de l'Halloween de 2000, Zednik réalise son premier tour du chapeau.
Plus tard dans la saison, le 13 mars, il est échangé avec son meilleur ami Jan Bulis et un choix de première ronde, Aleksandr Perejoguine, aux Canadiens de Montréal contre Trevor Linden, Dainius Zubrus et un choix de deuxième ronde.
En 2001-2002, avec les Canadiens de Montréal, il mène l'équipe avec 249 lancers et 44 points, ce qui le place au second rang de l'équipe. Mais par-dessus tout, il aide l'équipe à aller jusqu'en séries pour la première fois depuis quatre ans. Il y marque 4 buts pour autant de passes décisives lors des quatre premières parties avant d'être blessé à la suite d'une violente mise en échec de Kyle McLaren des Bruins de Boston. Il manque le reste des séries. La saison suivante, Zedník récolte 31 buts, dont 9 buts en avantage numérique et 250 lancers. Malgré cela, son équipe rate les séries éliminatoires.
Lors de la saison 2003-2004, Zedník totalise 50 points (un record personnel) en 81 parties et cette même saison le Canadien ramasse le plus de gain de parties depuis huit ans avec 41 victoires. Ils retournent alors en séries pour la seconde fois en trois ans. Il domine l'équipe avec 26 buts dont 9 buts gagnants, ce qui le place au 4e rang de la LNH pour le plus de buts gagnants. Au cours des séries, Zedník est blessé lors de la dernière partie. Au total, il y marque six points en sept parties.
Richard Zedník est devenu le premier marqueur de 30 buts dans l'organisation du Canadien après Mark Recchi en 1997-98[réf. nécessaire]. Michael Ryder a également réussi l'exploit durant la saison 2005-2006.
Lors du lock-out 2004-2005, il retourne en Slovaquie jouer pour le HKm Zvolen. En séries, Zedník marque 19 points en 17 matchs, mais, comme l'année précédente, le club doit s'incliner en finale du championnat, cette fois contre le HC Slovan Bratislava.
La saison 2005-2006 est à oublier pour Zedník qui, après avoir régulièrement été l'un des meilleurs joueurs de l'équipe, n'obtint que 28 points en 62 parties. Le 12 juillet 2006, il retourne aux Capitals contre un futur choix de 3e ronde.

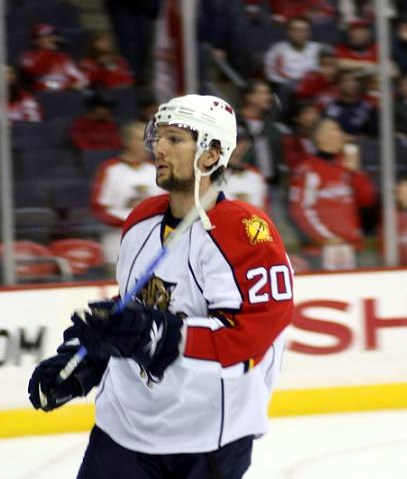
Zedník avec les Panthers de la Floride.

L'ailier gauche, rejoint les Panthers de la Floride le 1er juillet 2007, en signant un contrat de 2 ans en tant que joueur autonome sans compensation[réf. nécessaire]. Le 10 février 2008, lors d'une rencontre contre les Sabres de Buffalo, il est coupé accidentellement à la carotide par le patin de son coéquipier Olli Jokinen. Rapidement, une grande quantité de sang tombe sur la glace, mais Zedník reste conscient et va de lui-même vers le banc, puis est évacué vers l'hôpital. Au lendemain de l'accident, son état est jugé stable mais il est tout de même prévu qu'il rate le reste de la saison.
Le 24 janvier 2012, le toit d'un aréna en Slovaquie où se trouvait Richard s’effondre, Zedník, qui s'entrainait avec de jeunes hockeyeurs se sont abrités vers le mur de l'établissement pour finalement en ressortir sans blessures physiques.

### Carrière internationale
Richard Zedník a également porté les couleurs de la Slovaquie à six reprises, lors des Championnats du monde de 2001, 2003 (remportant la médaille de bronze) et 2005, des Coupe du monde de 1996 et 2004 et des Jeux olympiques de Turin de 2006. Durant ces compétitions, il amassa 14 points en 35 parties jouées.

## Vie personnelle
Il est divorcé de l'actrice Jessica Welch et a une fille prénommée Ella.

## Statistiques
Pour les significations des abréviations, voir Statistiques du hockey sur glace.

### Statistiques en club
| Saison     | Équipe                   | Ligue      |     | Saison régulière | Saison régulière | Saison régulière | Saison régulière | Saison régulière |    | Séries éliminatoires | Séries éliminatoires | Séries éliminatoires | Séries éliminatoires | Séries éliminatoires |
| Saison     | Équipe                   | Ligue      | PJ  | B                | A                | Pts              | Pun              | PJ               | B  | A                    | Pts                  | Pun                  |                      |                      |
| 1994-1995  | Winter Hawks de Portland | LHOu       | 65  | 35               | 51               | 86               | 89               | 9                | 5  | 5                    | 10                   | 20                   |                      |                      |
| 1995-1996  | Winter Hawks de Portland | LHOu       | 61  | 44               | 37               | 81               | 154              | 7                | 8  | 4                    | 12                   | 23                   |                      |                      |
| 1995-1996  | Pirates de Portland      | LAH        | 1   | 1                | 1                | 2                | 0                | 21               | 4  | 5                    | 9                    | 26                   |                      |                      |
| 1995-1996  | Capitals de Washington   | LNH        | 1   | 0                | 0                | 0                | 0                |                  |    |                      |                      |                      |                      |                      |
| 1996-1997  | Pirates de Portland      | LAH        | 56  | 15               | 20               | 35               | 70               | 5                | 1  | 0                    | 1                    | 6                    |                      |                      |
| 1996-1997  | Capitals de Washington   | LNH        | 11  | 2                | 1                | 3                | 4                |                  |    |                      |                      |                      |                      |                      |
| 1997-1998  | Capitals de Washington   | LNH        | 65  | 17               | 9                | 26               | 28               | 17               | 7  | 3                    | 10                   | 16                   |                      |                      |
| 1998-1999  | Capitals de Washington   | LNH        | 49  | 9                | 8                | 17               | 50               |                  |    |                      |                      |                      |                      |                      |
| 1999-2000  | Capitals de Washington   | LNH        | 69  | 19               | 16               | 35               | 54               | 5                | 0  | 0                    | 0                    | 5                    |                      |                      |
| 2000-2001  | Capitals de Washington   | LNH        | 62  | 16               | 19               | 35               | 61               |                  |    |                      |                      |                      |                      |                      |
| 2000-2001  | Canadiens de Montréal    | LNH        | 12  | 3                | 6                | 9                | 10               |                  |    |                      |                      |                      |                      |                      |
| 2001-2002  | Canadiens de Montréal    | LNH        | 82  | 22               | 22               | 44               | 59               | 4                | 4  | 4                    | 8                    | 6                    |                      |                      |
| 2002-2003  | Canadiens de Montréal    | LNH        | 80  | 31               | 19               | 50               | 79               |                  |    |                      |                      |                      |                      |                      |
| 2003-2004  | Canadiens de Montréal    | LNH        | 81  | 26               | 24               | 50               | 63               | 11               | 3  | 3                    | 6                    | 2                    |                      |                      |
| 2004-2005  | HKm Zvolen               | Slovaquie  | 36  | 15               | 19               | 34               | 56               |                  |    |                      |                      |                      |                      |                      |
| 2005-2006  | Canadiens de Montréal    | LNH        | 67  | 16               | 14               | 30               | 48               | 6                | 2  | 0                    | 2                    | 4                    |                      |                      |
| 2006-2007  | Capitals de Washington   | LNH        | 32  | 6                | 12               | 18               | 16               |                  |    |                      |                      |                      |                      |                      |
| 2006-2007  | Islanders de New York    | LNH        | 10  | 1                | 2                | 3                | 2                | 5                | 0  | 0                    | 0                    | 8                    |                      |                      |
| 2007-2008  | Panthers de la Floride   | LNH        | 54  | 15               | 11               | 26               | 43               |                  |    |                      |                      |                      |                      |                      |
| 2008-2009  | Panthers de la Floride   | LNH        | 70  | 17               | 16               | 33               | 46               |                  |    |                      |                      |                      |                      |                      |
| 2009-2010  | Lokomotiv Iaroslavl      | KHL        | 37  | 6                | 12               | 18               | 56               | 17               | 3  | 5                    | 8                    | 22                   |                      |                      |
| 2010-2011  | HC ’05 Banská Bystrica   | Slovaquie  | 2   | 0                | 0                | 0                | 0                | -                | -  | -                    | -                    | -                    |                      |                      |
| 2010-2011  | AIK IF                   | Elitserien | 18  | 2                | 3                | 5                | 12               | 3                | 1  | 1                    | 2                    | 2                    |                      |                      |
| Totaux LNH | Totaux LNH               | Totaux LNH | 745 | 200              | 179              | 379              | 563              | 48               | 16 | 10                   | 26                   | 41                   |                      |                      |